# Def Jam: Fight for NY
Def Jam: Fight for NY — відеогра, створеня компанією EA Games у 2004 році, та є сиквелом до Def Jam Vendetta (2003).
Гра відноситься до комп'ютерних бойових ігор. Героями гри є репери, які співпрацюють з лейблом Def Jam Recordings, актори або люди, пов'язані з субкультурою хіп-хоп.
У Def Jam: Fight for NY зображення вуличних боїв у Нью-Йорку було показано двома бандами, які змагаються за повагу та вплив (банда D-Mob і банда Кроу).

## Ігровий процес
Режим історії гри слідує за розповіддю створеного гравцем бійця, який пробивається через Нью-Йоркський підпілля. Виграшні матчі нагороджують гравця готівкою, яку можна використовувати в магазинах для придбання одягу, в яких доступні відомі лінії одягу, такі як Reebok, Phat Farm, Air Jordan, Sean John та багато інших ліній одягу. Окрім одягу, боєць може змінювати зачіски, татуювання та ювелірні вироби, а також точки розвитку, які можна використовувати в місцевому тренажерному залі, для підвищення навичок персонажа, або для придбання та створення нових рухів і до двох додаткових стилів боїв.
Гравець може вибрати один із п’яти стилів бою (вуличні бої, кікбоксинг, бойові мистецтва, боротьба та боротьба сабмішн), з яких можна вивчити лише три.
У грі є сюжетний режим і режим вільної боротьби (Battle) з будь-яким суперником (до чотирьох) - комп'ютерним або керованим іншим гравцем.
Гравець приєднується до банди D-Mob; під час поєдинків він має можливість використовувати допомогу глядачів під час сутички з суперником, об'єктами, розташованими поруч, і елементами обладнання рівня (такими як столи, стільці і т. д.).

## Режим битви
Бойовий режим — це безкоштовний бойовий режим, який не впливає на сюжетний режим гри. Є 9 режимів гри:
1. Один на один (поєдинок один на один)
2. Командний матч (командний бій два на два)
3. Безкоштовно для всіх (три або чотири гравці безкоштовно для всіх)
4. Window Match — бій на арені, який дозволяє викинути суперника з вікна
5. Subway Match — бій на арені, який дозволяє кинути суперника під зустрічний поїзд
6. Demolition Match — бій на арені, який дозволяє перемогти суперника, знищивши його автомобіль
7. Inferno Match — бій на арені, що дозволяє кинути супротивника у вогонь
8. Ring out Match — бій на арені, що дозволяє викинути суперника з рингу
9. Cage Match — бій відбувається в клітці

## Персонажі
У грі представлені 67 персонажів, включаючи хіп-хоп-артистів в реальному житті, підписані на Def Jam у той час, а також вигаданих персонажів.
| - Capone - Comp - D-Mob - Ерік Сермон - Flavor Flav - Freeway - Ghostface Killah - Генрі Роллінз - Джо Бадден - Ludacris - Memphis Bleek - Method Man (як Blaze) - N.O.R.E. - Redman (як Doc) - Scarface - Sticky Fingaz - WC | - Baby Chris - David Banner - Bless - Bone Crusher - Bubba Sparxxx - Busta Rhymes (як Magic) - Crazy Legs - Elephant Man - Fam-Lay - Fat Joe (як Crack) - Havoc - Ice-T - Lil' Flip - Mack 10 - Омар Еппс (як O.E.) - Prodigy - Шон Пол - Slick Rick - Snoop Dogg (як Crow) - Trejo - Warren G - Xzibit | - Bo - Кармен Електра - Chiang - Cindy J - Cruz - Dan G - House - Jacob - Jervis - Kimora - Lauren - Lil' Kim - Manny - Masa - Meca - Nyne | - Pockets - Rome - Santos - Shaniqua - Shawnna - Skull - Snowman - Solo - Starks - Stingray - Super - Teck - Trick |

## Def Jam Fight for NY: The Takeover
Def Jam Fight for NY: The Takeover — це порт Def Jam: Fight for NY 2006 року для PSP, проте це приквел до Def Jam Vendetta. У порівнянні зі своїм попередником, випущеним на консолях PS2, він містить кілька нових атак і чотири нові арени.